# Luka Božič
Luka Božič, slovenski kanuist, * 9. januar 1991, Šempeter pri Gorici.
Luka Božič je za Slovenijo nastopil na kajakaškem in kanuističnem delu Poletnih olimpijskih iger 2012 v Londonu, kjer je v disciplini C2 slalom osvojil osmo mesto. Na Svetovnem prvenstvu 2009 v La Seu d'Urgellu je v isti disciplini osvojil bronasto medaljo, obakrat je nastopal s Sašem Taljatom. Leta 2023 je osvojil svetovni pokal v disciplini C1.